# Lago Massower
El lago Massower (en alemán: Massowersee) es un lago situado en el distrito de Llanura Lacustre Mecklemburguesa, en el estado de Mecklemburgo-Pomerania Occidental (Alemania), a una altitud de 68.9 metros; tiene un área de 113 hectáreas.
Está ubicado al suroeste del lago Müritz —el mayor de Alemania—, junto a la frontera con el estado de Brandeburgo.